# マッテオ・ゴフリラー
マッテオ・ゴフリラー（ゴッフリッレル）（Matteo Goffriller、1659年 - 1742年）は、当時最も重要な音楽の拠点であったイタリアのヴェネツィアで活動した弦楽器製作者。世界最高峰クラスの弦楽器を製作し、特にチェロの名器を残したことで知られる。

## 概要
1685年から1735年まで楽器を製作したが、1685年以前の出来事についてはブレッサノーネで生まれたこと以外あまり分かっていない。ヴェネツィアン・スタイル（スクール）の開拓・創始者でもあり、ドメニコ・モンタニャーナが弟子の一人だったという説もある。
ゴフリラーのチェロは長い間アントニオ・ストラディバリやグァルネリ一族が製作したチェロなどと誤って認識され、1920年頃になるまでその存在を知られていなかった。パブロ・カザルスが最後まで愛用したことで知られている1733年製の楽器も、初めは別人製作と誤認されていた。
2024年時点でシェク・カネー＝メイソンが使用しているチェロは、ゴフリラーが1700年に手掛けたもので、300万ユーロの価値があると評価されている。

## 特徴
ヴェネツィアン・スタイルならではのニスに一番特徴が現れており、多くのゴフリラー楽器は濃い色のものが多い。またストラディバリ、グァダニーニ、グァルネリと同格ないしそれ以上と称されるゴフリラー・チェロは比較的大型のものが多い。

## 所有者
著名なゴフリラー・チェロ所有者。
- パブロ・カザルス
- エマーヌエル・フォイアーマン
- ピエール・フルニエ
- ヤーノシュ・シュタルケル
- ナターリヤ・グートマン
- ジャクリーヌ・デュ・プレ（フランチェスコ・ゴフリラー）
- ムスティスラフ・ロストロポーヴィチ
- アントニオ・メネセス
- マリア・クリーゲル
- アンナー・ビルスマ
- ダニエル・ミュラー＝ショット
- 上村昇
- 長谷川陽子

他、多数。ゴフリラー製作のチェロはアントニオ・ストラディバリやジョバンニ・バッティスタ・グァダニーニ製作のものと比べて現存する楽器が多く（グァルネリ・デル・ジェズによるチェロは1本のみ）、その所有者は世界的にも比較的多い。